# Джордан, Шарлотта
Шарлотта Джордан Эванс (англ. Charlotte Jordan Evans; род. 1 июня 1995, Чобем, Суррей, Англия) — британская актриса. Она наиболее известна своими ролями Габи Грант в «Свободный повод» и Дейзи Миджли в «Улица Коронации».

## Биография
Шарлотта Джордан Эванс родилась 1 июня 1995 года в Чобем, Суррей. Она посещала Окфилдскую школу, частную школу в Пирфорде, а также Балетную школу Сьюзен Робинсон в Байфлите. Во время учёбы в школе она участвовала в конкурсах балета, пения и актёрского мастерства и получила отличные результаты на всех экзаменах.
Джордан дебютировала на профессиональном поприще в эпизоде передачи «Чисто английское убийство» в 2007 году под именем Чарли Эванс. Под этим именем она также исполняла роль Серены в сериале Nickelodeon «Лето в Трансильвании» с 2011 по 2012 год. В 2012 году она также присоединилась к поп-группе, созданной Джери Халлиуэлл. В 2016 году она начала действовать под именем Шарлотта Джордан и дебютировала в фильме «Ангел разложения», а также появилась в медицинской драме BBC «несчастный случай». В 2018 году Джордан снялась в драматическом сериале Netflix «Свободный повод» на роль Габи Грант; она сыграла роль в двух сериалах, а также снялась в фильмах на тему Рождества и Валентина «Свободный повод».

## Фильмография
- 2007 – «Чисто английское убийство»
- 2010–2011 – «Лето в Трансильвании»
- 2016 – «Ангел разложения»
- 2016 – «несчастный случай»
- 2018–2019 – «Свободный повод»
- 2018 – Свободный повод: 12 рождественского рая
- 2019 – Свободный повод: День святого Валентина
- 2020 — наст. время – «Улица Коронации»